# 제니퍼 여 넬슨

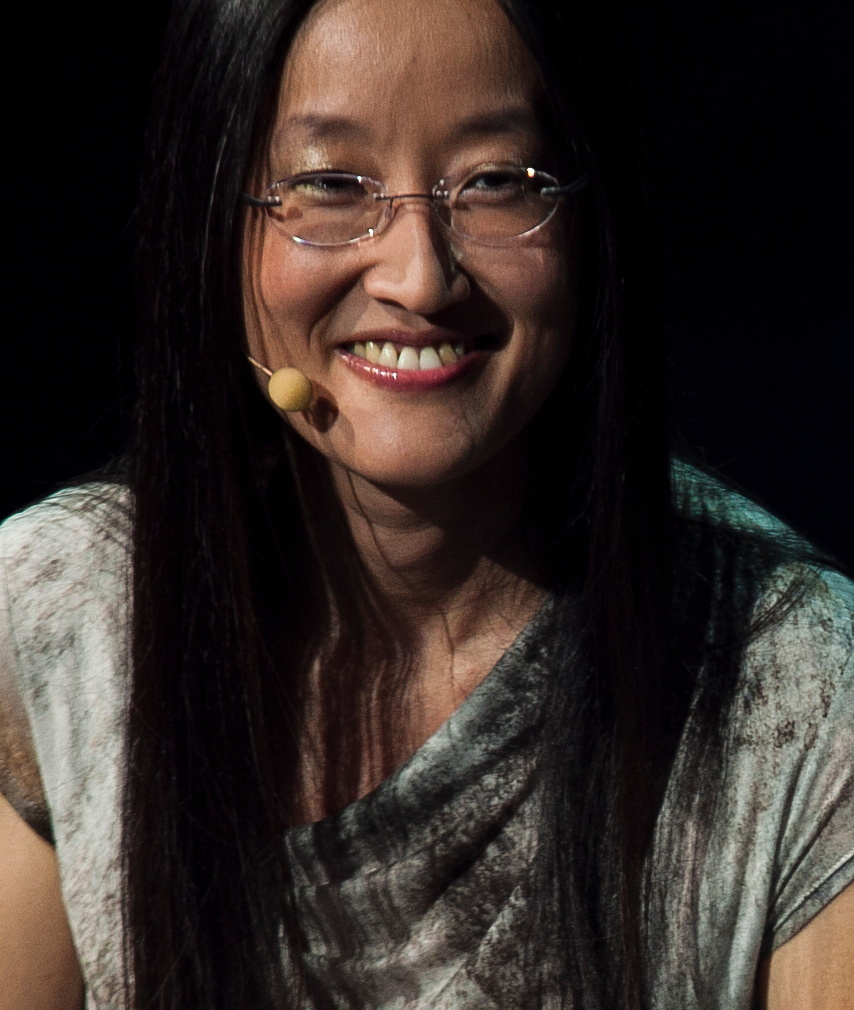
2012년 모습

제니퍼 여 넬슨(영어: Jennifer Yuh Nelson, 한국어: 여인영, 1972년 6월 13일 ~ )은 미국의 영화 감독이다. 《쿵푸 팬더 2》(2011)의 감독으로 잘 알려져 있다.

## 작품 목록

### 영화 연출
- 쿵푸 팬더 2 (2011)
- 쿵푸 팬더 3 (2016)
- 다키스트 마인드 (2018)

### 텔레비전 연출
- 러브, 데스 + 로봇 (2021-현재)